# Ngoulmakong (région de l'Est)
Pour les articles homonymes, voir Ngoulmakong.
Ngoulmakong (ou Ngoulemakong) est un village de la région de l'Est du Cameroun, dans le département du Haut-Nyong, dans l'arrondissement de Messamena.

## Nom
Dans la langue locale dominante, le bikélé, le nom du village, c'est Nkoulmokouang. Le nom officiel, Ngoulmakong, a été donné à l'époque coloniale sous l'influence du bulu. 
Le nom familier Sambe, plus couramment utilisé localement, dérive du nom d'un type d'arbre (Sterculia subviolacea) trouvé dans la région de la rivière Nyong. Le bois dur de l'arbre était réputé utilisé pour la fabrication d'armes. On pense que le nom appartenait à l'origine à un village plus proche de la rivière, qui a été transportée sur le site aujourd'hui habité par Ngoulmakong lorsque la colonie a déménagé.

## Population
En 1966-1967, le village Ngoulemakong comptait 383 habitants, des Bikélé. À cette date, il disposait d'un marché périodique, d'un dispensaire public et d'une école publique à cycle complet.
Lors du recensement de 2005, 446 habitants y ont été dénombrés.

## Caractéristiques
Ngoulmakong est le siège du chef de l'ethnie Bikélé Nord.
L'économie est dominée par l'agriculture de subsistance des cultures vivrières et la culture commerciale du cacao et du café.
Le village a une école primaire, une école secondaire (CES) et un centre de santé (CSI).

## Galerie

Ngoulmakong
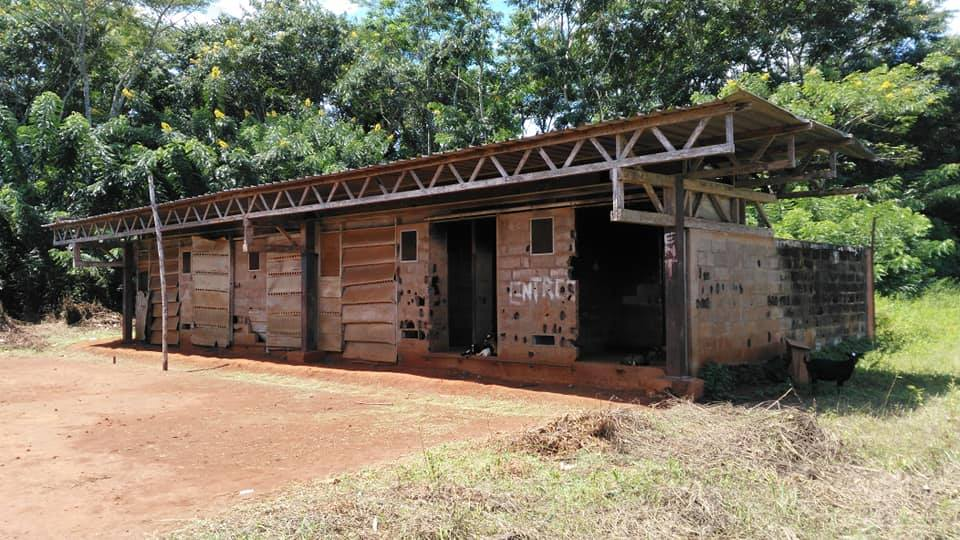
École primaire à Ngoulmakong
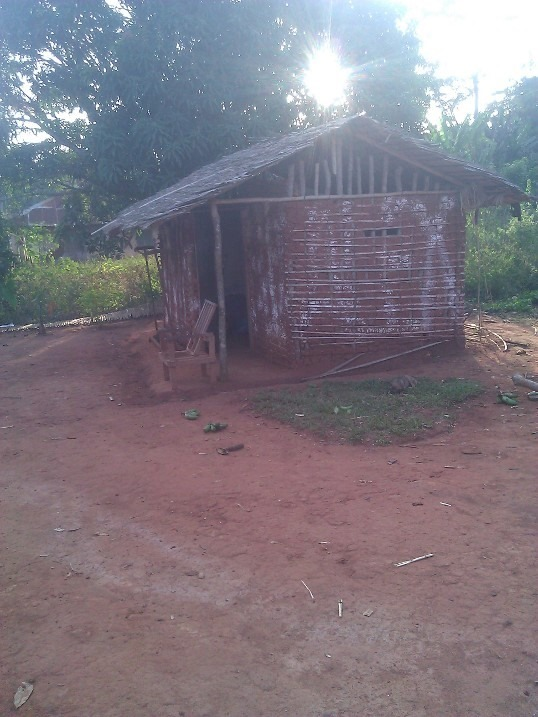
Maison à Ngoulmakong
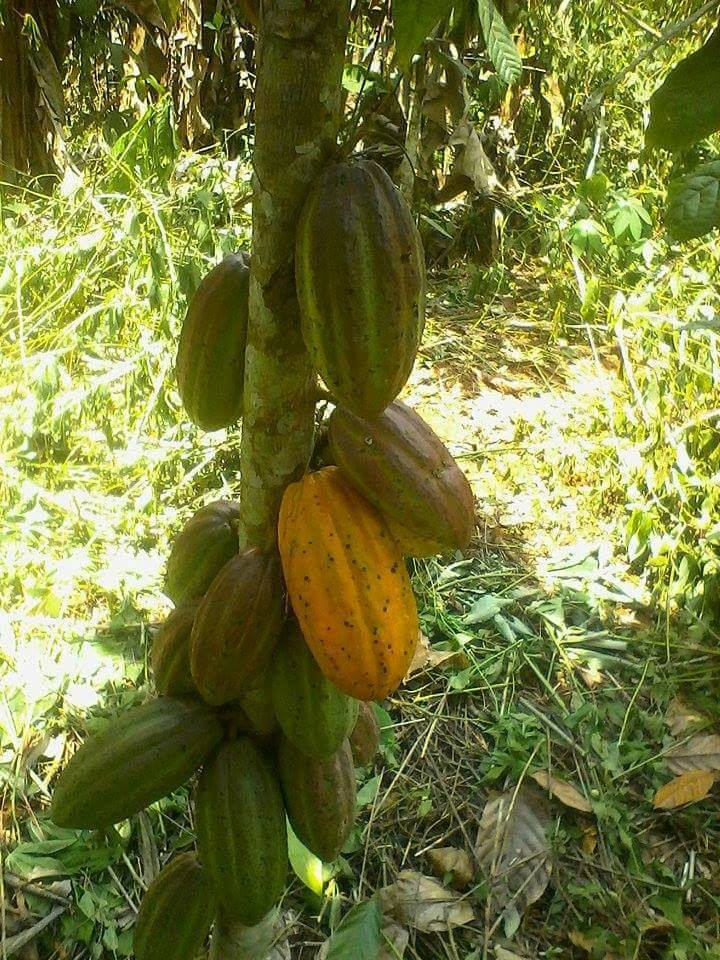
Cacaoyer à Ngoulmakong